# Шубников, Георгий Максимович
Ге́оргий Макси́мович Шу́бников (1 мая 1903 года — 31 июля 1965 года) — советский военный строитель, генерал-майор инженерно-технической службы, начальник строительства космодрома Байконур.

## Биография
Георгий Максимович родился 1 мая 1903 года в городе Ессентуки, в семье рабочего-плотника. После окончания средней школы № 1 в 1920 году начал трудовую деятельность вначале рабочим, а затем десятником, одновременно занимался в вечернем архитектурно-строительном техникуме, который окончил в 1925 году. С 1925 по 1929 годы Шубников Г. М. служил в рядах Красной Армии в составе 19-го кавалерийского полка 4-й кавалерийской дивизии Ленинградского военного округа, был старшиной эскадрона и командиром взвода. Демобилизовавшись, работал техником-прорабом в строительных организациях городов Ессентуки и Пятигорска. В 1930 году поступил в Ленинградский институт гражданского и промышленного строительства (отраслевой вуз Ленинградского политехнического института), который окончил в 1932 году. В феврале 1932 года по специальной мобилизации Шубников Г. М. вторично призван в ряды Красной Армии и направлен в Забайкальского военного округа, где сначала проходил службу на должности начальника казарменного сектора, управления начальника инженеров, а затем с 1933 по 1937 год руководил производственно-техническим отделом этого же управления Забайкальского укрепрайона, отдел занимался строительством Забайкальского укрепрайона.
По завершении оборонительных работ в 1937 году демобилизован и до июня 1941 года работал главным инженером Ессентукского управления «Водоканал». В начале Великой Отечественной войны вновь призван в Красную Армию, назначен заместителем командира 1682-го отдельного саперного батальона 30-й саперной бригады на Южном фронте, а уже в феврале 1942 года — командиром батальона. С осени 1941 года батальон занимался возведением оборонительных рубежей на Сталинградском направлении. В 1942 году был начальником 12-го Управления военно-полевого строительства в 8-й сапёрной армии, участвовал в обороне Кавказа. С 1943 года и до Победы инженер-майор Г. М. Шубников возглавлял 12-е Управление военно-полевого строительства в составе 23-го Управления оборонительных работ Резерва Главного командования. Это управление оперативно подчинялось командованию Степного (затем 2-го Украинского) фронта, в 1944 году его передали на 1-й Украинский фронт. Под его командованием управление успешно выполняло задачи по инженерному обеспечению наступательных операций, в том числе строило переправы через Днепр в ходе битвы за Днепр. В ходе летнего наступления 1944 года войска 1-го Украинского фронта, в состав которого входило строительное управление майора Шубникова, вышли на рубеж Вислы, захватили на её западном берегу три плацдарма, а управление Шубникова под огнём и бомбардировками врага построило на эти плацдармы несколько мостов и наплавных переправ. В 1945 году строил мосты через Одер, отвечал за строительство дорог и разминирование территории в полосе наступления фронта. Победу встретил в звании инженер-подполковника.
С 1946 по 1949 год Шубников был начальником 23-го УВПС (Управления Военно-полевого строительства) 27-го УОС (Управление оборонительного строительства) РГК. Части, которыми он командовал, восстанавливали мосты через канал в Берлине, реку Одер — в городах Франкфурт, Кюстрин, через реки Вислу, Шпрее, пролив Штральзунд и другие, строили ряд административных и культурных зданий в городе Берлине (здание театра и советское посольство), памятники погибшим советским воинам в Берлине (в том числе памятник Воину-освободителю в Трептов-парке по проекту скульптора Е. В. Вучетича).
В конце 1940-х годов коллектив УОСа, руководимый Шубниковым, восстанавливавший шахты в Донбассе, был срочно переброшен в Капустин Яр Астраханской области для строительства ракетного полигона. А в марте 1955 года Шубников прибыл на станцию Тюра-Там, где началось строительство полигона для испытаний межконтинентальных баллистических ракет. В «городке», состоящем из семи железнодорожных пассажирских вагонов, и разместилось все руководство строительного управления во главе с Шубниковым. 4 марта 1957 года по «Техническому заданию N 1», утвержденному С. П. Королёвым, космодром был готов к первому пуску ракеты. Спустя ровно семь месяцев, 4 октября, с космодрома был запущен первый в истории человечества искусственный спутник Земли. Руководство огромной стройкой отнимало много сил, что отрицательно сказалось на здоровье Шубникова. 31 июля 1965 года после тяжёлой болезни Г. М. Шубников скончался от кровоизлияния в мозг в одном из московских госпиталей.
По завещанию похоронен в Ессентуках, на Братском кладбище.

## Награды
- Орден Ленина (25.07.1958)[4]
- Два ордена Красного Знамени (15.12.1944, 30.12.1956)
- Орден Отечественной войны I степени (14.04.1945)
- Два ордена Красной Звезды (6.11.1943, 13.06.1953)
- Два ордена Трудового Красного Знамени
- Орден «Знак Почёта»
- Медаль «За боевые заслуги» (6.11.1945)
- Медаль «За оборону Кавказа» (1944)
- Ряд медалей СССР
- «Заслуженный строитель РСФСР» (1965)

Награды Чехословакии
- Чехословацкий Военный крест 1939 года (2.01.1946)
- Медаль «За трудовую самоотверженность» (24.01.1946)[5]

## Увековечивание памяти

Памятник Г. М. Шубникову в городе Байконуре, рядом с городским дворцом культуры

Мемориальная доска на доме № 2 по улице Шубникова в городе Байконуре

- За успехи, достигнутые в строительстве, Г. М. Шубникову присвоено звание Почетного гражданина города Ленинска и Почётного гражданина города Ессентуки (2003, посмертно).
- Там же его именем названы школа № 30 и улица, на которой он жил.
- На зданиях, связанных с деятельностью Г. М. Шубникова, установлены мемориальные доски.
- На космодроме Байконур и в г. Ессентуки установлены памятники Г. М. Шубникову.
- В 1967 году в Байконуре открыт музей, в котором ему посвящена часть экспозиции.